# Tennis ai XVI Giochi del Mediterraneo
Il torneo di tennis dei XVI Giochi del Mediterraneo ha previsto lo svolgimento di 4 gare: 2 maschili e 2 femminili. Quelli maschili sono stati divisi in singolare e doppio così come quelli femminili.
I tornei singolari prevedono un tabellone formato da 32 giocatori, sia per quello maschile che per quello femminile.
I doppi prevedono un tabellone formato da 16 coppie sia per il doppio maschile che per quello femminile.
Tutte le competizioni si sono disputate al Circolo Tennis di Pescara dal 28 giugno al 3 luglio.

## Calendario
Le gare seguiranno il seguente calendario:
| ● | Competizioni | ● | Finali |

| Giugno/Luglio |    |    |    |    |    |    |    |    |    |
| 26            | 27 | 28 | 29 | 30 | 01 | 02 | 03 | 04 | 05 |
|               |    | ●  | ●  | ●  | ●  | ●  | ●  |    |    |

## Podi

### Uomini
| Evento                      | Oro                                | Argento                                 | Bronzo                                               |
| Singolo maschile (dettagli) | Roberto Bautista Agut              | Marsel İlhan                            | Gianluca Naso                                        |
| Doppio maschile (dettagli)  | Italia Gianluca Naso Matteo Marrai | Montenegro Daniel Danilovic Goran Tošić | Spagna Gerard Granollers Pujol Roberto Bautista Agut |

### Donne
| Evento                       | Oro                                         | Argento                              | Bronzo                                                 |
| Singolo femminile (dettagli) | Evelyn Mayr                                 | Laura Pous Tió                       | Eva Fernandez Brugues                                  |
| Doppio femminile (dettagli)  | Spagna Eva Fernandez Brugues Laura Pous Tió | Turchia Çağla Büyükakçay Pemra Özgen | Marocco Fatima Zahrae El Allamy Nadia Lalami Laaroussi |

## Medagliere
| Posizione | Paese      |   |   |   | Totale |
| --------- | ---------- | - | - | - | ------ |
| 1         | Spagna     | 2 | 1 | 2 | 5      |
| 2         | Italia     | 2 | 0 | 1 | 3      |
| 3         | Turchia    | 0 | 2 | 0 | 2      |
| 4         | Montenegro | 0 | 1 | 0 | 1      |
| 5         | Marocco    | 0 | 0 | 1 | 1      |
| Totale    | Totale     | 4 | 4 | 4 | 12     |

## Teste di serie
Tutte le teste di serie hanno ricevuto un bye per il 2º turno

### Singolare maschile
Sono presenti otto teste di serie e ventiquattro partecipanti totali.
| # | Giocatore               | Nazionalità          | Ranking | Risultato |
| - | ----------------------- | -------------------- | ------- | --------- |
| 1 | Marsel İlhan            | Turchia              | 187     |           |
| 2 | Roberto Bautista Agut   | Spagna               | 287     |           |
| 3 | Matteo Marrai           | Italia               | 291     |           |
| 4 | Gianluca Naso           | Italia               | 334     |           |
| 5 | Rafik Alexand Jakupovic | Grecia               | 494     |           |
| 6 | Reda El Amrani          | Marocco              | 500     |           |
| 7 | Daniel Danilovic        | Montenegro           | 537     |           |
| 8 | Aldin Šetkić            | Bosnia ed Erzegovina | 538     |           |

### Singolare femminile
Sono presenti otto teste di serie e quindici partecipanti totali.
| # | Giocatrice              | Nazionalità          | Ranking | Risultato |
| - | ----------------------- | -------------------- | ------- | --------- |
| 1 | Mervana Jugic Salkic    | Bosnia ed Erzegovina | 167     |           |
| 2 | Eva Fernadez Brugues    | Spagna               | 223     |           |
| 3 | Ozgen Pemra             | Turchia              | 340     |           |
| 4 | Evelyn Mayr             | Italia               | 354     |           |
| 5 | Çağla Büyükakçay        | Turchia              | 339     |           |
| 6 | Astrid Besser           | Italia               | 461     |           |
| 7 | Fatima Zahrae El Allami | Marocco              | 544     |           |
| 8 | Nadia Lalami Laaroussi  | Marocco              | 647     |           |

### Doppio maschile
Sono presenti quattro teste di serie e dodici partecipanti totali.
| # | Giocatore                                       | Nazionalità | Ranking | Risultato |
| - | ----------------------------------------------- | ----------- | ------- | --------- |
| 1 | Matteo Marrai / Gianluca Naso                   | Italia      | 657     |           |
| 2 | Daniel Danilovic / Goran Tošić                  | Montenegro  | 905     |           |
| 3 | Paris Gemouchidis / Rafik Alexand Jakupovic     | Grecia      | 1343    |           |
| 4 | Roberto Bautista Agut / Gerard Granollers Pujol | Spagna      | 1505    |           |

### Doppio femminile
Sono presenti due teste di serie e sei partecipanti totali.
| # | Giocatore                                        | Nazionalità | Ranking | Risultato |
| - | ------------------------------------------------ | ----------- | ------- | --------- |
| 1 | Çağla Büyükakçay / Pemra Özgen                   | Turchia     |         |           |
| 2 | Fatima Zahrae El Allami / Nadia Lalami Laaroussi | Marocco     |         |           |